# Creobroter gemmatus
Espèce
Creobroter gemmatus est une espèce de mantes de la famille des Hymenopodidae.

## Répartition
Cette espèce se rencontre en Asie. Parmi les espèces du genre Creobroter, sa répartition est plus diffuse et elle est présente en Inde, en Birmanie, au Vietnam et en Indonésie notamment à Java,.

## Description

### Diagnose
Cette espèce se distingue nettement par les faces jaunes, bordées de noir, qui sont comme des yeux sur les ailes et par les yeux qui sont placés d'une manière particulière sur la tête. 

### Description détaillée

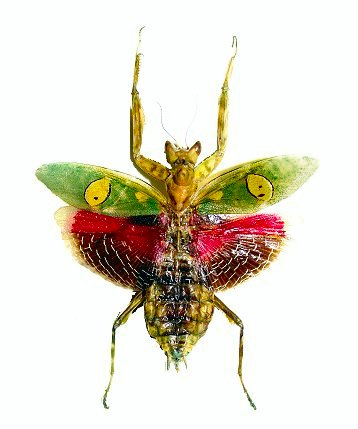
Creobroter gemmatus

Les femelles mesurent de 4 à 5 cm de long et les mâles, plus petits, de 3 à 4 cm. Un cas de gynandromorphisme mixte a été observé chez cette espèce.
Le corps est d'un vert jaunâtre à vert ou beige. Les ailes sont ornées d'un cercle plus clair bien visible chez les deux sexes. Les mâles peuvent voler mais ne le font que très rarement.

#### Description de la femelle
Le vertex est muni d'un tubercule terminé par une petite épine et les antennes sont capillaires et verdâtres.
Le prothorax, à peine dilaté, est finement denticulé latéralement. La partie supérieure ventrale s'avance en une petite pointe et il y en a également une sur la partie inférieure.
Les pattes sont jaunâtres annelées de vert. Les hanches antérieures sont distinctement denticulées au coté supérieur et très finement à l'inférieur. Les cuisses présentent un très petit lobe foliacé.
Les élytres sont ovales et vertes opaques sauf l'angle interne, en partie transparent, qui est couvert au milieu par une grande tache oblongue d'un brun d'écaille. Chaque élytre présente deux taches jaunes distinctives, l'une petite et arrondie placée à proximité de la base, l'autre grande presque discoïdale, oblongue, est entourée de noir en quasi totalité avec deux petits traits noirs irréguliers au centre. Cette tache peut varier par la forme et la taille. Le bord antérieur des élytres est souvent jaune et les deux taches l'atteignent parfois. Les ailes sont transparentes avec la base et le bord antérieur jusqu'au sinus d'un rouge laqué. Le disque est d'un brun d'écaille avec les nervures transverses blanchâtres. Le bord postérieur est incolore et transparent.
Le rémigium de l'aile antérieure est vert, avec une zone centrale ressemblant à un œil (marron, jaune et blanc) et une zone jaune proximale, qui apparaît sombre en lumière transmise. Les nervures transversale sont denses, avec plus de quatre rangées de cellules dans la plupart des zones. Le vannus de l'aile antérieure est rose dans sa partie proximale et brun foncé dans sa partie distale. Le rémigium de l'aile postérieure est rose foncé, avec un apex clair, tandis que le rémigium est rose en partie proximale et brun foncé en partie distale. Les zones rose foncé et brun foncé se chevauchent partiellement. Dans la zone brun foncé, les veines transversales sont entourées de zones claires.

#### Description du mâle
Par rapport aux ailes antérieures des femelles, celles des mâles sont plus longues et présentent un réseau moins dense de nervures transversales. Le remigium de l'aile antérieure est dépourvu de la zone jaune proximale que l'on trouve chez les femelles. Le vannus de l'aile antérieure est rose clair. Sur l'aile postérieure, la zone proximale est rose clair et la zone distale n'est pas distinctement colorée. 

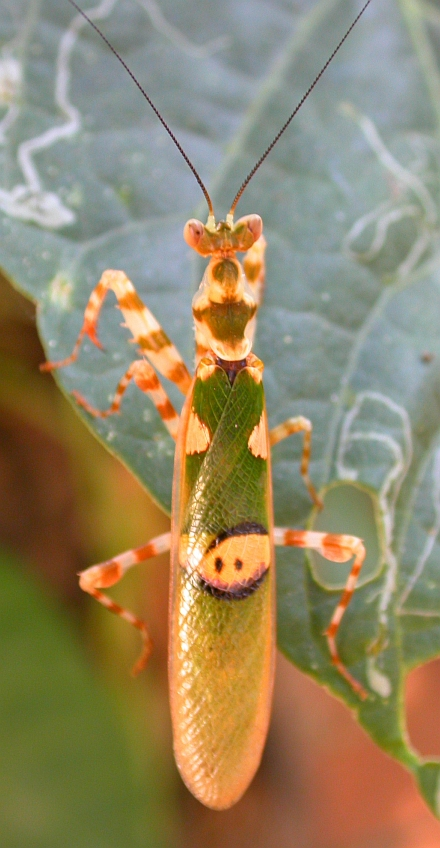
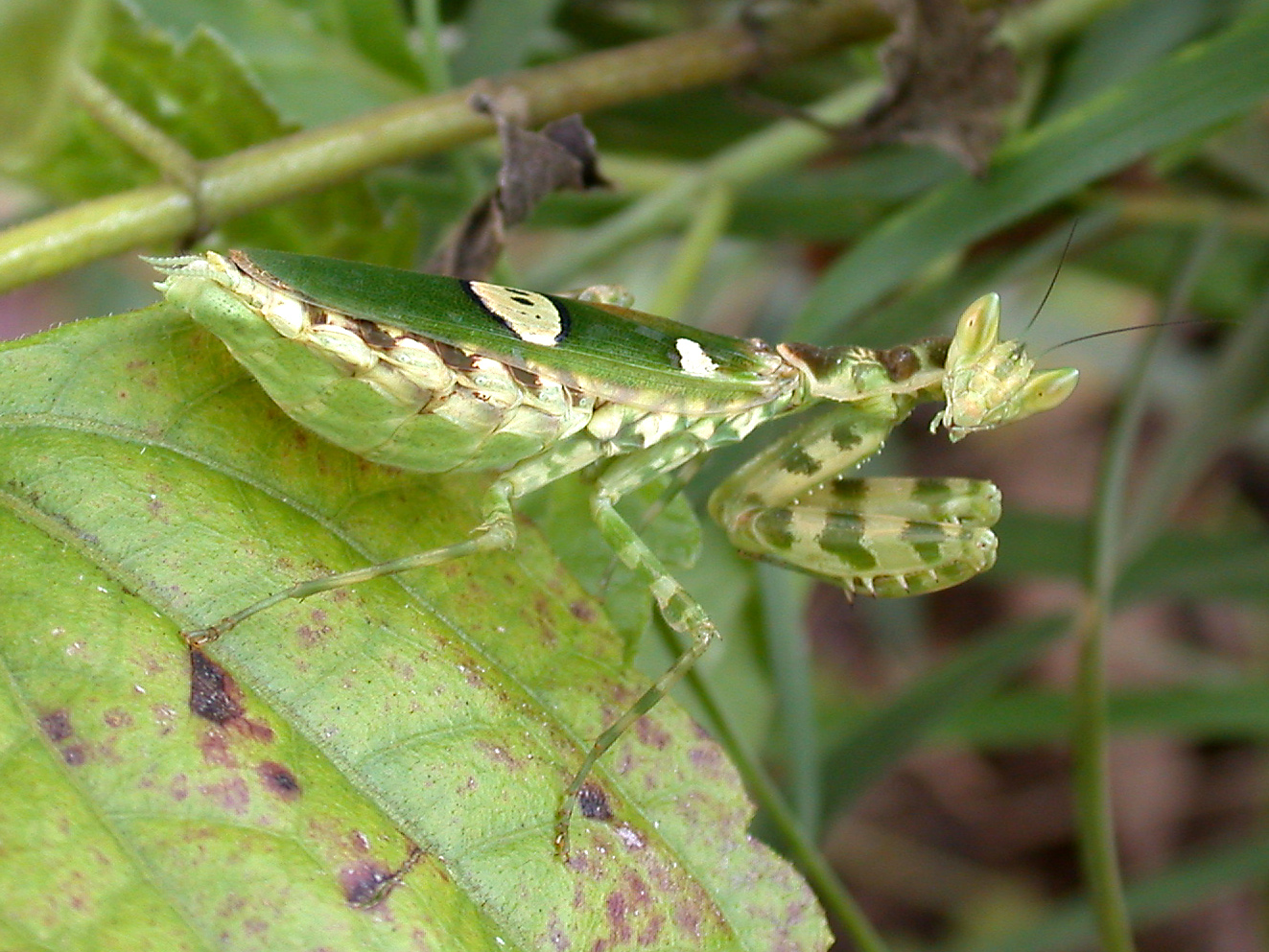
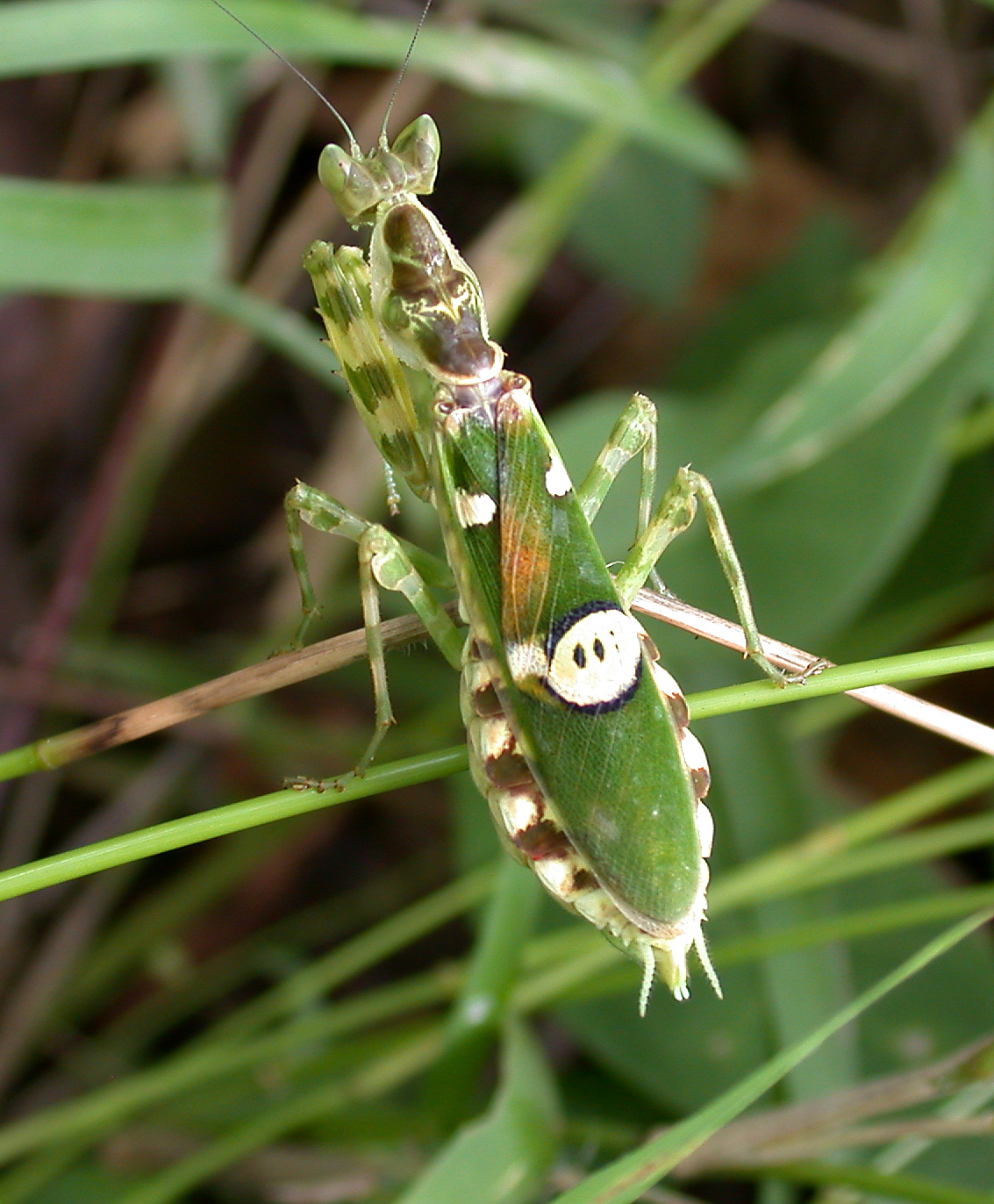
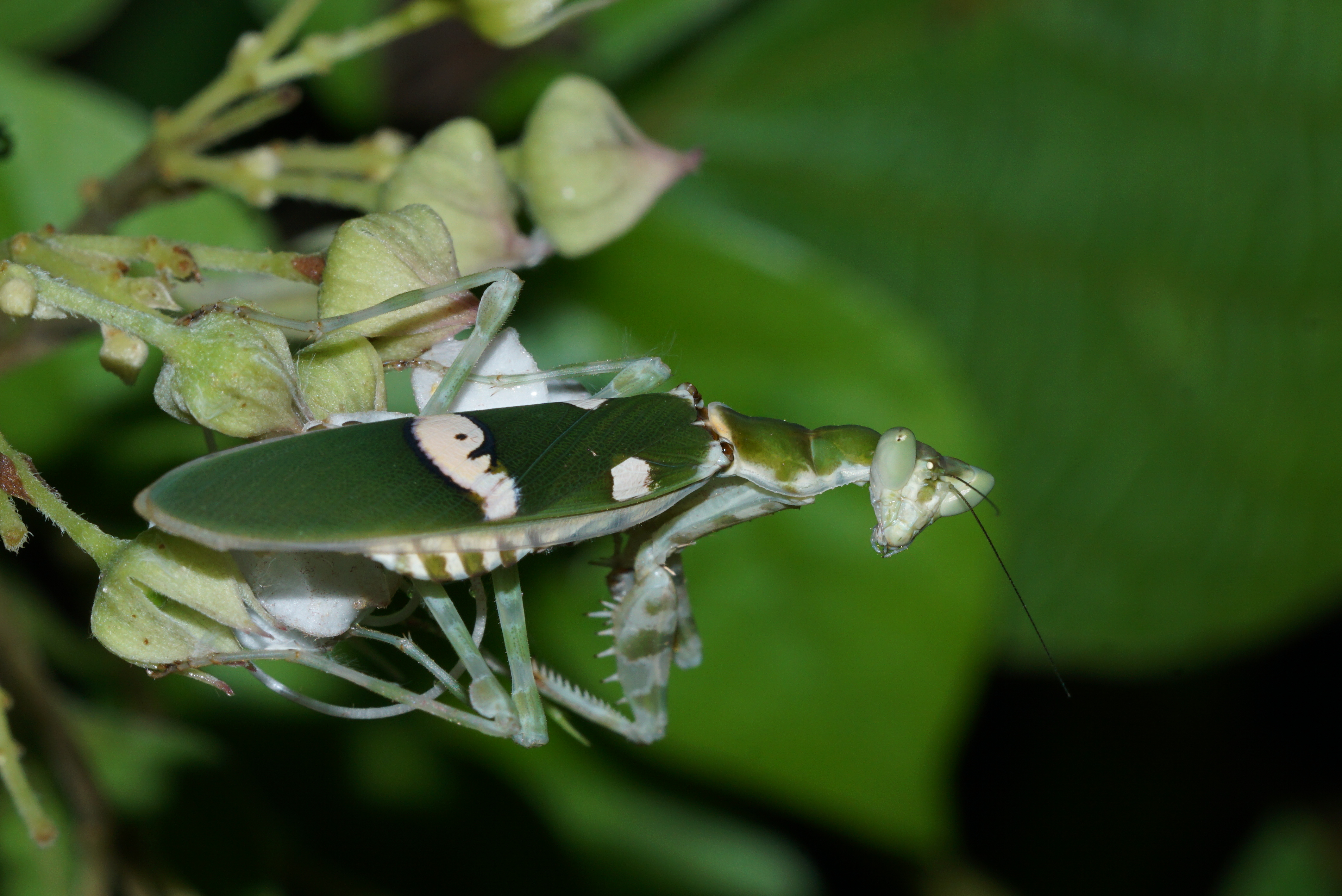
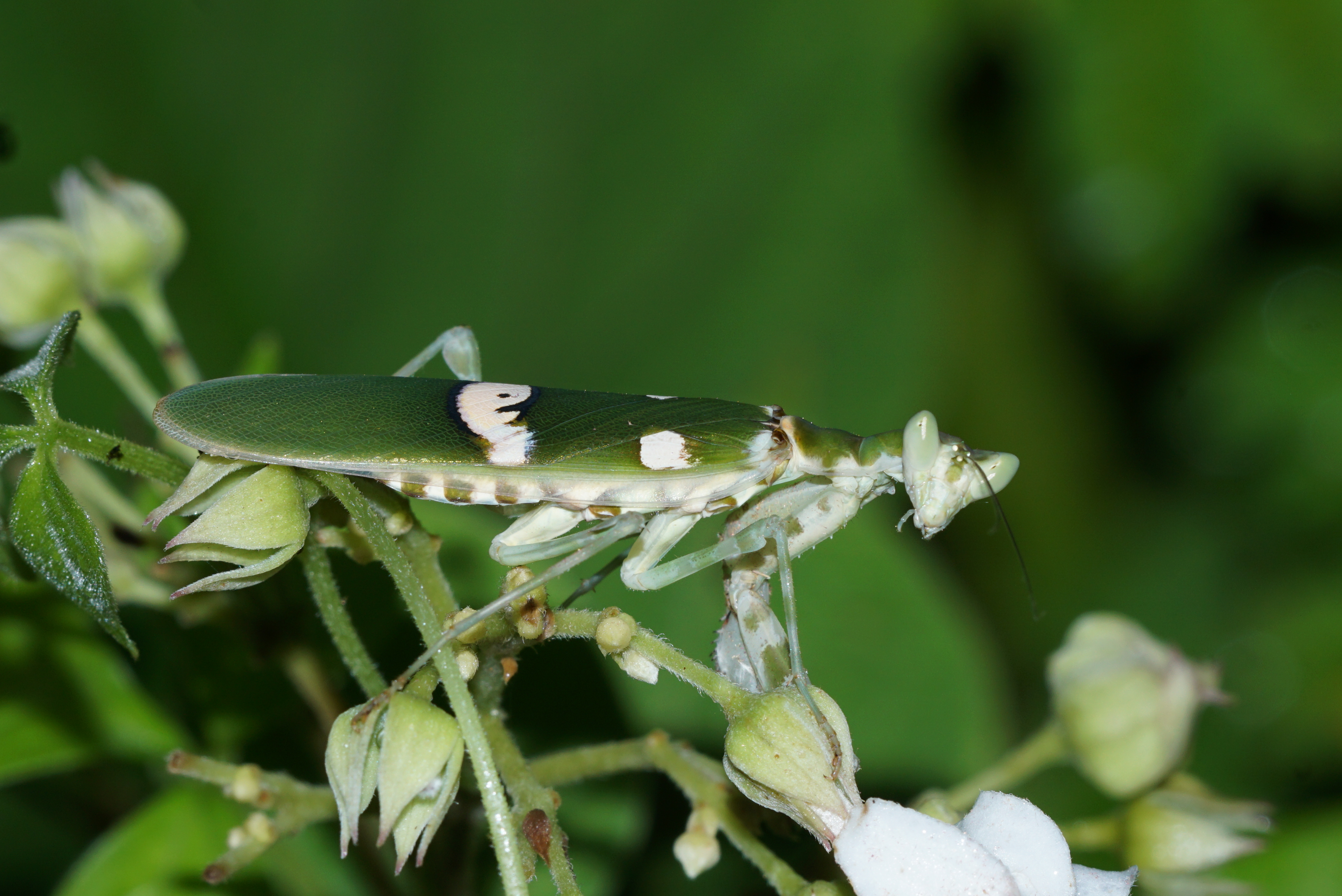
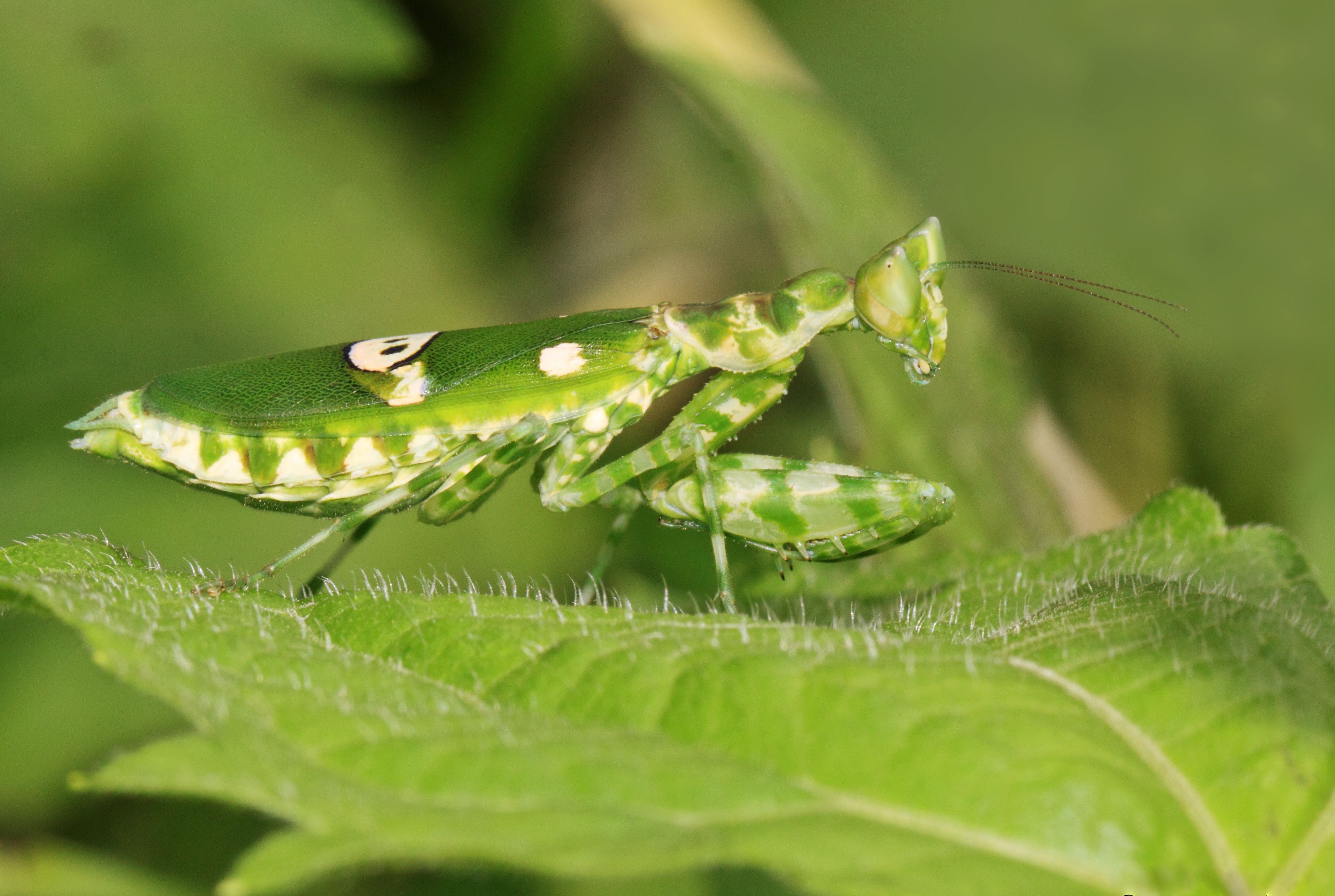
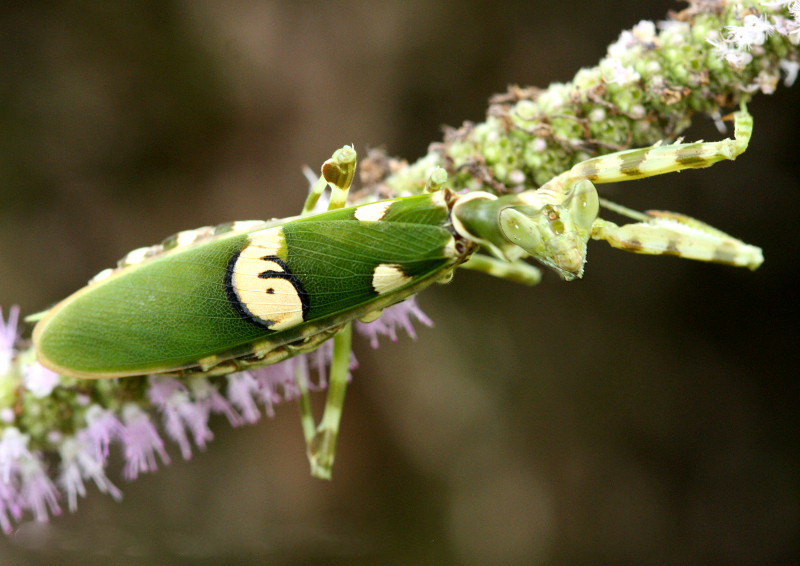
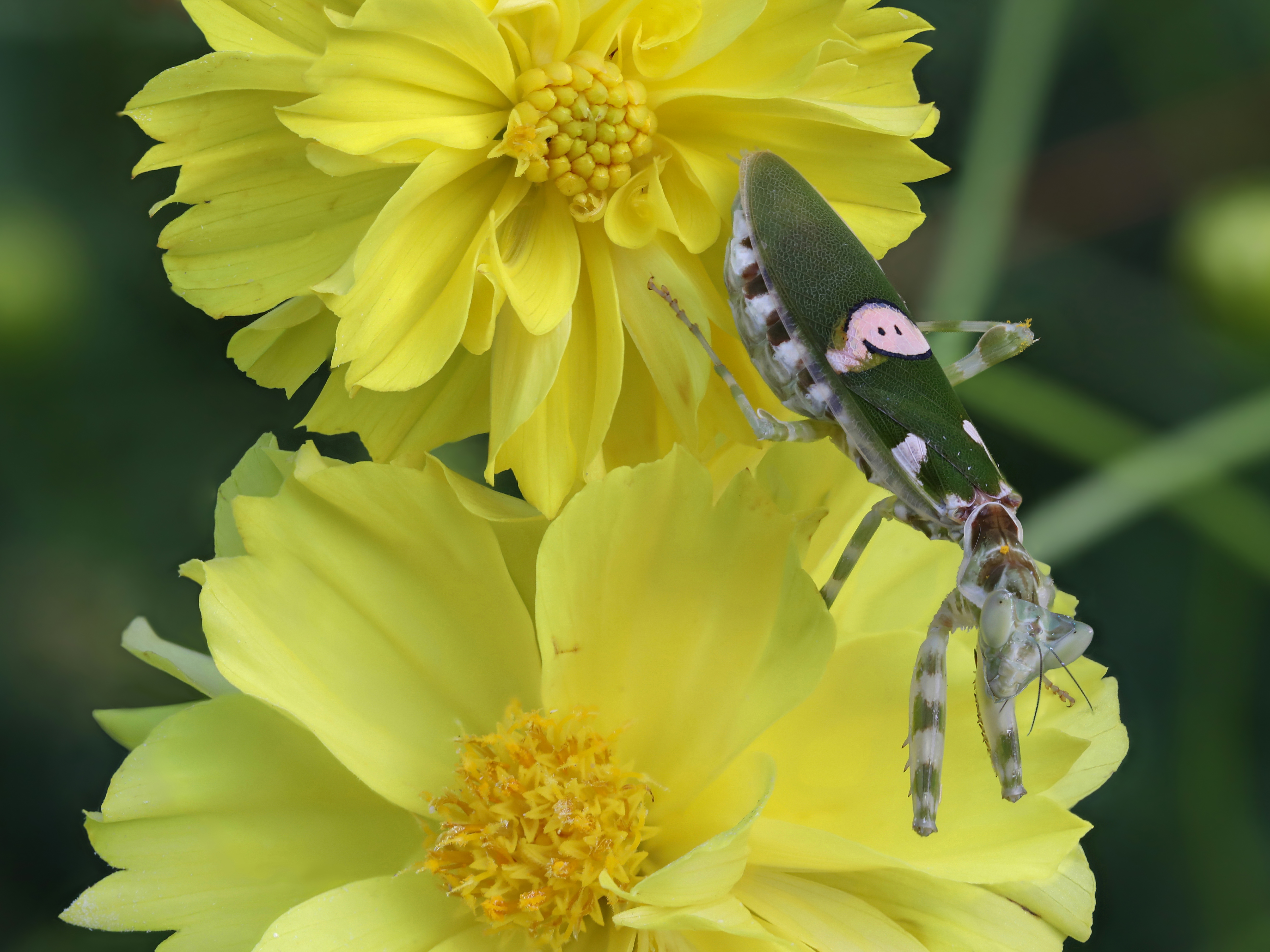

## Systématique
Cette espèce a été décrite et figurée en 1813 par l'entomologiste allemand Caspar Stoll dans un ouvrage posthume.
Pour certaines sources, comme GBIF, cette espèce est à attribuer à Saussure en 1869.

### Étymologie
L'épithète gemmata ne figure pas dans la publication originale mais est utilisée par Jean Guillaume Audinet-Serville en 1836 qui donne la paternité de cette espèce à Caspar Stoll.

### Publication originale
- Caspar Stoll, Représentation exactement colorée d'après nature des Spectres ou Phasmes, des Mantes, des Sauterelles, des Grillons, des Criquets et des Blattes qui se trouvent dans les quatre parties du monde, l'Europe, l'Asie, l'Afrique et l'Amérique, vol. 2, Amsterdam, J. C. Sepp et Fils, 1813 (lire en ligne), Planche XXIV, Fig.93.